# Agustín Zapata Gollán
Agustín Zapata Gollán fue un historiador, periodista, xilógrafo, escritor, profesor, y arqueólogo argentino, nacido en la ciudad de Santa Fe (capital), fue director del Departamento de Estudios Etnográficos y Coloniales, iniciando las excavaciones que pusieron a la luz los vestigios de Santa Fe la Vieja.

## Biografía
Agustín Zapata gollan nació y falleció en la ciudad de Santa Fe, 23 de noviembre de 1895 - 11 de octubre de 1986).
Luego de doctorarse en Derecho y en Ciencias, y luego de una corta carrera en la administración judicial, ejerció el periodismo, con una pluma muy polémica, además comenzó a promover la cultura santafesina con otras personalidades y amigos. Luego, se compromete en la política, ejerciendo la intendencia municipal de Santa Fe entre 1932 y 1934.
Los primeros trabajos se realizaron donde el gobernador Enrique Mosca había rendido homenaje al fundador Juan de Garay, justamente en el lugar de la iglesia y el claustro de San Francisco.
Desde 1940 y hasta su muerte, dirigió el Departamento de Estudios Etnográficos y coloniales, dando impulso a estudios relativos a las culturas de los originarios del territorio y la historia del período hispánico. En la primera década, del Departamento publicó tres boletines incluyendo monografías de otros investigadores, y comenzó a formar el patrimonio del Museo Etnográfico y Colonial Juan de Garay.
El 25 de marzo de 1957, las ruinas de Cayastá, adonde fueron encontradas las ruinas de Santa Fe la Vieja, fueron declaradas "Monumento Histórico Nacional". Desde 1973 funciona allí el "Museo del Descubrimiento y Población del Río de la Plata" que depende del Museo Etnográfico de la actual ciudad de Santa Fe.
El Dr. Agustín Zapata Gollán falleció el 11 de octubre de 1986, en la ciudad que lo vio nacer.

## Trabajos publicados
Luego de que la Academia Nacional de la Historia publicara su trabajo Las excavaciones en Cayastá (1950), hasta su muerte, puede mencionarse entre sus trabajos más importantes y conocidos: 
- Las Puertas de la Tierra, jornadas del litoral (1937. Imprenta de la Universidad Nacional del Litoral)

- Las ruinas de la primitiva ciudad de Santa Fe (1953)

- La vida en Santa Fe la Vieja a través de sus ruinas (1956)

- Supersticiones y Amuletos (1960)

- Portugueses en Santa Fe la Vieja (1969)

- La urbanización hispanoamericana en el Río de la Plata (1971)

- Los siete Jefes (la primera revolución en el Río de la Plata) (1972)

- La hija de Garay. Sus últimos años y su muerte (1976)

- Iconografía religiosa en Santa Fe la Vieja (1979)

- La historia del trabajo en Santa Fe la Vieja (1980)

- Testimonios secretos de Santa Fe la Vieja (1983)

- Ladrillos y tejas y marcas exhumadas en Santa Fe la vieja (1983).

## Honores
- Miembro correspondiente de la Academia Nacional de la Historia
- Académico correspondiente de la Academia Nacional de Bellas Artes y de la Real Academia de Ciencias, Bellas Letras y Nobles Artes de Córdoba (España)
- Miembro de número de la Junta Provincial de Estudios Históricos y de la Junta de Historia Eclesiástica Argentina
- Miembro correspondiente del Instituto de Historia de la Facultad de Derecho y Ciencias Sociales, de la UNR